# Блежень (комуна)
Блежень, Блежені (рум. Blăjeni) — комуна у повіті Хунедоара в Румунії. До складу комуни входять такі села (дані про населення за 2002 рік):
- Блежень-Вулкан (225 осіб)
- Блежень (351 особа) — адміністративний центр комуни
- Грошурі (176 осіб)
- Драгу-Брад (6 осіб)
- Кріш (303 особи)
- Плай (195 осіб)
- Рец (148 осіб)
- Селетрук (126 осіб)

Комуна розташована на відстані 317 км на північний захід від Бухареста, 37 км на північ від Деви, 81 км на південний захід від Клуж-Напоки, 139 км на схід від Тімішоари.

## Населення
За даними перепису населення 2002 року у комуні проживали 1530 осіб, усі — румуни. Усі жителі комуни рідною мовою назвали румунську.
Склад населення комуни за віросповіданням:
| Релігія     | Кількість осіб | Відсоток |
| ----------- | -------------- | -------- |
| православні | 1521           | 99,4%    |
| бретрени    | 5              | 0,3%     |
| баптисти    | 2              | 0,1%     |
| адвентисти  | 1              | 0,1%     |